# Hel (gmina wiejska)
Hel (1945–46 Hel-Jastarnia) – dawna gmina wiejska istniejąca w latach 1934–1954 w woj. pomorskim/gdańskim (dzisiejsze woj. pomorskie). Siedzibą władz gminy była wieś Jastarnia (nie Hel).
Gmina zbiorowa Hel została utworzona 1 sierpnia 1934 roku w powiecie morskim w woj. pomorskim (II RP) z dotychczasowych jednostkowych gmin wiejskich: Bór, Chałupy, Hel, Jastarnia i Kuźnica oraz z obszaru dworskiego Hel. Gmina obejmowała całą Mierzeję Helską.
Po wojnie (7 kwietnia 1945 roku) gmina wraz z całym powiatem morskim weszła w skład nowo utworzonego woj. gdańskiego. 1 lipca 1951 roku zmieniono nazwę powiatu morskiego na wejherowski. 1 lipca 1952 roku z gminy Hel wyłączono część gromady Chałupy (tzw. Szotland), która weszła w skład nowo utworzonej wiejskiej gminy Władysławowo. Według stanu z 1 lipca 1952 roku gmina Hel była podzielona na 5 gromad: Bór, Chałupy, Hel, Jastarnia i Kuźnica.
Gmina została zniesiona 29 września 1954 roku wraz z reformą wprowadzającą gromady w miejsce gmin. Dwa dni później, 1 października, gromady Hel i Jastarnia weszły w skład nowo utworzonego powiatu puckiego a 13 listopada obie gromady otrzymały status osiedli miejskich. Osiedlu Hel status miasta nadano 30 czerwca 1963 a osiedlu Jastarni 1 stycznia 1973, czyli wraz z reformą znoszącą gromady i osiedla i reaktywującą gminy. Obie jednostki w strukturach nowego podziału administracyjnego zostały zatem gminami miejskimi.